# Print screen

O tastatură standard US cu butonul print screen încercuit

Print screen (de obicei abreviat și ca Prt Scr, Print Scrn, Prt Scn, Prt Sc sau Prnt Scrn) este o tastă prezentă pe majoritatea tastaturilor. De obicei este situată în aceeași secțiune ca tasta break și scroll lock. Print Screen este pe aceeași tastă cu system request.

## Rolul inițial
Sub sistemele de operare cu interfață tip command line, cum ar fi MS-DOS, apăsarea acestei taste copiază bufferul memoriei ecranului la portul standard de imprimantă, de obicei LPT1. În esență, orice este pe ecran în momentul apăsării tastei este printat. Tasta are codul Unicode U+9113.

## Rolul astăzi
Noile generații de sisteme de operare ce folosesc interfață grafică, copiază o imagine în format bitmap a ecranului curent pe clipboard sau locul de stocare corespunzător, ce poate fi introdus în documente ca un screenshot. Unele comenzi shell permit modificarea utilizării folosind diferite taste, cum ar fi tasta control.
În Microsoft Windows, apăsarea tastei print screen va captura înregul ecran, iar apăsarea tastei alt în combinație cu print screen va captura fereastra curent selectată. Imaginea capturată poate fi lipită (paste) într-un program de editare cum ar fi paint, word, în email sau alte programe de grafică. Apăsarea tastei print screen, în același timp cu alt și shift activează modul high contrast pentru persoanele cu defecte de vedere.
În mediile de lucru GNOME și KDE, rolul tastei Print Screen este asemănător cu cel din Microsoft Windows. Totuși, o fereastră va apărea, pentru a salva imaginea într-un fișier (în formatul PNG).
Computerele Macintosh nu folosesc tasta Print Screen. În locul ei, se folosește secvența command-shift-3, ce salvează imaginea într-un fișier pe disc. Pentru a captura doar o parte a ecranului, se folosește command-shift-4 pentru a apărea un cursor special ce poate fi folosit pentru a selecta partea dorită. Aceste două moduri salvează un fișier pe Desktop.
Pe computerele RISC OS, tasta Print Screen deschide o fereastră cu opțiuni pentru imprimare, similară cu cea care apare la apăsarea tastelor Ctrl+P în Microsoft Windows sau Command+P pe Mac.